# Sinfonie Orchester Schöneberg (SOS)
Das Sinfonie Orchester Schöneberg (SOS) wurde 1993 von Hobbymusikern, die den Studentenorchestern entwachsen waren, gegründet und entwickelte sich in kurzer Zeit zu einem der etablierten Amateurorchester Berlins. Menschen aus den unterschiedlichsten Berufen treffen sich in ihrer Freizeit, um unter professioneller Anleitung gemeinsam Musik auf hohem Niveau zu machen. Zweimal im Jahr tritt das Orchester im meist ausverkauften Großen Saal der Berliner Philharmonie auf.
Das Sinfonie Orchester Schöneberg ist als e.V. registriert.

## Repertoire und Aufführungen
Die Konzertprogramme bestehen aus Werken von Komponisten aller Epochen und vieler Länder, von Klassikern über weniger Bekanntes bis zur Uraufführung eines eigenen Kompositionsauftrags. Neben reinen sinfonischen Werken stehen oft Solokonzerte und chorsinfonische Stücke im Programm. Bei den Solisten handelt es sich in den überwiegenden Fällen um Mitglieder der Berliner Philharmoniker. Die Kooperationen mit Chören erfolgen auf der Basis wechselseitiger Interessen.
Das Orchester arbeitete mit namhaften Dirigenten, wie Gabriel Feltz, Hermann Bäumer, Henrik Schaefer, Carlos Spierer, Gerhardt Müller-Goldboom, Michael Sanderling, Stefan Rauh, Christoph Breidler sowie Sir Simon Rattle zusammen. Gleichzeitig begleitete das Orchester auch zahlreiche international bekannte Solokünstler, wie die Pianisten Avan Yu und Emre Elivar, den Violinisten Guy Braunstein, den Klarinettisten Wenzel Fuchs, den Hornisten Stefan de Leval Jezierski, den Cellisten Olaf Maninger sowie Hasan Yükselir, Michaela Kaune bei ihren Konzerten.
Höhepunkt der Konzerttätigkeit des Orchesters sind die Aufführungen im Großen Saal der Berliner Philharmonie. Darüber hinaus finden regelmäßig Konzerte im Rathaus Schöneberg und in verschiedenen Kirchen Berlins, unter anderem im Berliner Dom, der Gethsemanekirche und der Lindenkirche statt. Weitere Auftritte finden sowohl in Berlin als auch im In- und Ausland statt.

## Chefdirigenten
- Hermann Bäumer (1996–2000)
- Henrik Schaefer (2001–2002)
- Stanley Dodds (2003–2014)
- Raphael Haeger (ab 2015)

## Konzertreisen
- 2000 Mexiko
- 2001 Magdeburg, Dresden
- 2002 Oranienbaum
- 2003 Italien
- 2008 Griechenland
- 2014 Belgien
- 2017 Görlitz
- 2019 Wales

## Finanzierung
Anfallende Kosten wie Konzertsaalmiete, Notenleihe, GEMA-Gebühren etc. werden aus Mitgliedsbeiträgen, Konzerteinnahmen und Spenden beglichen. Der Bezirk Tempelhof-Schöneberg (ehemals: Schöneberg) stellt dem Orchester seit der Gründung kostenlos Probenräume zur Verfügung, daher kommt auch der Name: Sinfonie Orchester Schöneberg.

### Pressestimmen
- Klassik: Sie wollen ja nur spielen. In: tagesspiegel.de. 11. Oktober 2009, abgerufen am 26. März 2018.
- Pressemitteilung des BAs Tempelhof-Schöneberg. In: berlin.de. 15. September 2010, abgerufen am 26. März 2018.
- Sir Simon Rattle probt mit Laien-Orchester. In: bz-berlin.de. 17. September 2010, abgerufen am 26. März 2018.
- Tourneeankündigung auf Belgieninfo. In: belgieninfo.net. Oktober 2014, abgerufen am 26. März 2018.